# 이상헌 (성우)
이상헌(李相憲, 1970년 4월 19일 ~ )은 대한민국의 성우로, 1997년 대교방송 3기 공채 성우로 입사했다.

## 출연 작품

### 애니메이션
- 쥬얼펫 트윙클(대교방송) - 디안
  - 쥬얼펫 선샤인(대교방송) - 돌고래 선생님, 거북이왕국의 왕, 디안
- 페어리 테일(대원방송) - 카게야마
- 우주해적 미토의 대모험(대교방송) - 설정월
- 풍인 이야기 Windy Tales(애니맥스) - 코나브로
- 개골개골 마법사(대교방송) - 우로보로스, 시리얼(레알)
- 천방지축 모험왕(대교방송) - 세이기(베르너)
- 검용전설 야이바(대교방송) - 카네보 박사
- SD건담 포스(재능방송) - 건 바이커
- 기동전사 건담 SEED(대원방송 투니버스) - 올가 사브낙
- 두 사람은 프리큐어 Splash Star(대원방송) - 미쇼 카즈야(이혁), 플라피
- 딸기 100%(애니맥스) - 오오쿠사
- 떴다! 럭키맨(투니버스) - 요이치의 아버지
- 라스트 엑자일(대원방송) - 빈센트 알츠아이
- 레고 넥소나이츠( 투니버스) - 멀록 2.0
- 레고 스타워즈 (대교방송) - 한솔로
- 레전드 블레이드킹 (재능TV) - 오금사부
- 루팡3세 PART4 (대원방송) - 닉스요원
- 맑음 때때로 뿌이뿌이(대원방송) - 무사시코가네이(조달구)
- 바비의 드림하우스 (넷플릭스) - 켄
- 아이실드 21(대원방송) - 쿠로키 코우지
- 엑스 드라이버(투니버스) - 조
- 우리반 짱돌이(대원방송) - 시모베 타쿠야(김찬우)
- 원피스(대원방송) - 아론[1]
- 쫑아는 사춘기 2기(대교방송) - 사카쿠지 마코토(황멀대) / 노야마 타다시(쫑아 아빠)
- 환상마전 최유기(대원방송) - 니건일
- 최종병기 그녀(대원방송) - 아츠시
- 티미의 못말리는 수호천사(니켈로디언) - 프란시스, 칩 스카이락
- 풀 메탈 패닉(대원방송) - 리처드 마듀커스, 자이드, 가게야마 타쿠야(신하준)
- 헌터X헌터(대원방송) - 노부나가
- 헌터X헌터 OVA(대원방송) - 노부나가, 제파이
- 헌터X헌터 리메이크(애니맥스) - 카츠오
- 정글왕 사로(SBS)
- 흑장미 부인의 문방구(MBC)
- 합체용사 플러스터(재능방송) - 포세이혼
- 트랜스포머 애니메이티드(카툰네트워크) - 스타스크림
- 컴퓨터 용사 가디언(KBS) - 크리스토퍼
- 윈디 테일즈(애니맥스) - 코나브로
- 전투요정소녀 메이브(애니박스) - 친구1
- 이상한 바다의 플랩잭(카툰네트워크) - 우끼셔 선장, 이발사
- 천하태평 노노짱(대교방송) - 노식, 상태
- 유니키티! (카툰네트워크) - 프라운
- 유모는 미이라(대교방송) - 스트레치
- 플리퍼와 로파카(대교방송) - 플리퍼
- 주홍이의 그림일기(대원방송) - 민석, 지훈
- 파이터 바키(대원방송)
- 지구 소녀 아르주나(대원방송)
- 올림포스 영웅 제이슨(대원방송) - 안티클레스
- 기동전사 건담 SEED(대원방송) - 노이만, 아말피, 키사카, 올가 지브낙
- 무한의 리바이어스(대원방송) - 콘라드
- 피규어 17(대원방송) - 경철, 유재문, 준호
- 디어 보이즈(대원방송) - 정관우
- 날아라 호빵맨(대원방송)
- 엑스 드라이버 OVA(대원방송) - 야마자키, 리코, 남학생
- 천지무용 한 여름밤의 이브(대원방송) - 카쓰히토
- 천지무용 in LOVE(대원방송) - 카쓰히토
- 천지무용 in LOVE2(대원방송) - 오쇼, 노인 오쇼
- 천지무용 양황귀 OVA(대원방송) - 요쇼
- 건담 0083 스타더스트 메모리(대원방송) - 스콧
- 건담 0083 지온의 잔광(대원방송) - 스콧
- 언제나 나의 산타(대원방송) - 경찰
- 건담 08MS소대(대원방송) - 노리스 패커드, 꼬마, 남자1, 파일럿3
- 건담 08MS소대 밀러스 리포트(대원방송) - 간부
- 건담 08MS소대 라스트 리조트(대원방송) - 대장
- 슬레이어즈 극장판 - 완전무결(대원방송) - 불량배
- 슬레이어즈 리턴(대원방송) - 도둑
- 머나먼 시공 속에서 - 무일야(대원방송) - 토모마사
- 히맨과 쉬라의 비밀의 검(대원방송) - 카울
- 아랑의 노래(MBC)
- 다카하시 루미코 극장 - 인어의 숲(대원방송)
- 뿅뿅요정 하니(대교방송) - 예언자
- 애니다큐 그림여행(대교방송) - 모네 외
- 바다요정 스노크(재능방송) - 장관
- 지옥소녀(애니맥스) - 감독
- 데스노트(대원방송) - 경호원3
- 갓슈벨(대원방송) - 우루루
- 명탐정 코난(투니버스, 애니맥스) - 신호준(투니버스) / 교장(애니맥스)
- 몬스터(투니버스) - 스쿠 친구2
- 정령의 수호자(대원방송) - 야삼 아버지
- 검볼(카툰네트워크)
- 푸치니와 별난가족(대교방송)
- 상상 속 친구들의 모험 : 월트를 찾아서 (카툰네트워크) - 조던 마이클
- 팬더와 친구들의 모험(MOVIE) - 경찰, 시장
- 초속변형 자이로제타 (투니버스) - 강바다
- 키코리키: 시간여행 (MOVIE) - 쉬래크
- 스파이 지니어스 (MOVIE) - 기무라

### 영화
- 프릭스(SBS)
- 삼국지 극장판(CHING) - 마대 (하천)
- 세 가지 색: 블루(SBS)
- 크루엘라 - 경찰국장(폴 바젤리)
- 토이 스토리 4 (MOVIE) - 카붐 TV 아나운서
- 버즈 라이트이어 (MOVIE) - 탐사 대원

### 외화
- 말괄량이 삐삐(대교방송) - 클링
- 변두리 로켓 (채널J) - 츠노 / 토미야마 / 타키가와
- 우러러보니 존귀한 (채널J) - 오다기리 (이시자카 코지)

### 특수촬영 드라마
- 가면라이더 덴오(대원방송) - 료타로(가면라이더 덴오)
- 가면라이더 리바이스 - 오원태, 재판장, 강용길, 제천성
- 파워레인저 와일드스피릿(대원방송) - 엘리펀 킹포, 나기우, 라스카, 도카리야,마라시야, 쵸다
- 파워레인저 캡틴포스(대원방송) - 유우키 가이(블랙 콘돌)
- 파워레인저 애니멀포스(대원방송) - 지니스
- 파워레인저 루팡포스 VS 패트롤포스(대원방송) - 오한빛(패트롤 1호)

### 게임
- 월드오브워크래프트
- 하스스톤  내트 페이글
- 판다리아의 안개
- 블레이드 앤 소울 - 도단하
- 진삼국무쌍7 - 사마의
- 와우군단
- 라플라스 M - 츄비
- 그랑블루 오딧세이 - 카일, 자디어스

### 해설
- 해외다큐 (EBS1)
- 무릎학교 (EBS1)

### 광고
- 뮤지컬 명성황후
- 볼쇼이 발레단 호두까기 인형
- 론진
- 이지엔6

### 방송
- 아추랑 콩콩(대교방송) - 뽀뽀(후기)